# Iulia Iuzik
Yulia Yuzik (n. 1981, Donețk) este o jurnalistă rusă. Ea a scris cartea  “Allah’s Brides: Suicide Bombers from Chechnya” (2004) care a fost pusă sub index (interzisă) în Rusia. Cartea a fost însă publicată în Germania, Franța, Italia, Spania, Japonia, Croația, Norvegia, Suedia și Letonia. Yulia Yuzik caută să explice cauza atentatelor musulmane în Moscova. După afirmațiile ei în presă, atentatele pornite din Caucaz sunt înfăptuite pentru a răzbuna moartea unui conducător musulman, care a fost ucis de trupele de comando ruse, cu puțin înainte de comiterea atacurilor teroriste de la Moscova din 2010 când au murit 41 de persoane.